# Drie Tommen (Tienen)

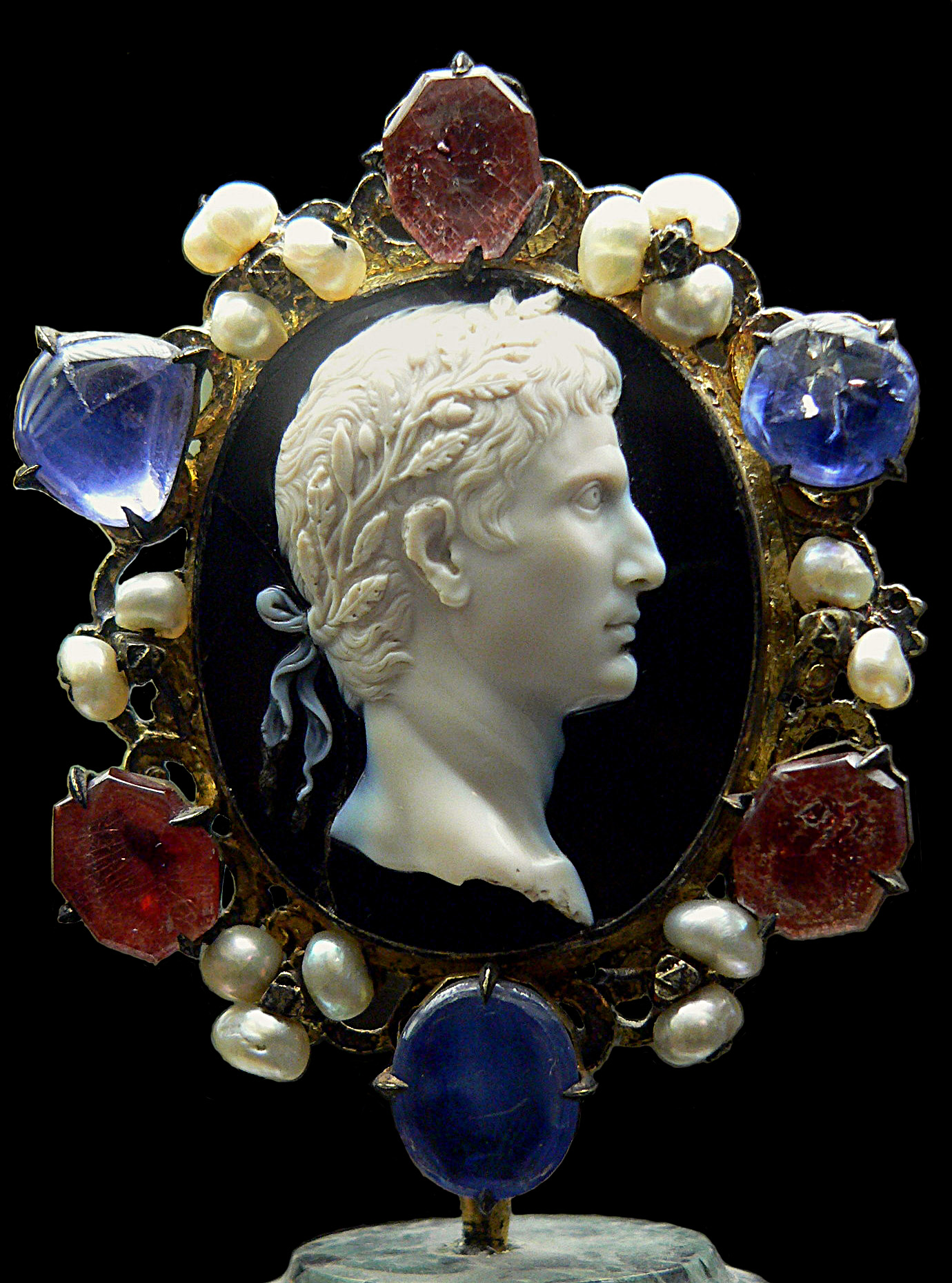
Camee van keizer Augustus

De Drie Tommen zijn Gallo-Romeinse tumuli, tommen of grafheuvels te Grimde, in Tienen.
In 1340 reeds wordt er melding van gemaakt in de boeken van de Tiensche Armentafel: retro Tumbas de Thenis. Circa 1700 staat in het Chijnsboeck ons gen. heeren shertoghen van Brabant: twe daechmalen laents gelegen bij de Tommen van Thienen tegenover de gemeyn straete leyende van Thienen naer Goetsenhoeven. Op de topografische kaarten van Ferraris (ca. 1771 t/m 1778) zijn de tumuli weergegeven langs de weg van Tienen naar Hakendover. Hier staan de tumuli vermeld als "Tombes de Grunde".
De grafheuvels hebben elk een oppervlakte van 7 à 20 ca en zijn 8 à 12 meter hoog. Tot 2012 waren de Tumuli begroeid met struikgewas. In 2012-2013 zijn alle bomen en struikgewas door de gemeente Tienen verwijderd. Na 2016 is, in opdracht van de gemeente Tienen, de locatie samen met omliggend terrein omgevormd tot een rustgevend open park met wandelpaden. Een inheemse bloemenweide moet de zichtbaarheid op de eeuwenoude heuvels vergroten. Binnen het project VIA-VIA dat de Via Belgica in de schijnwerpers plaatst, wordt de toeristische infrastructuur rond de Drie Tommen verder uitgebouwd.

## Vondsten
De grafheuvels dateren waarschijnlijk van de 1e of 2e eeuw na Christus. Op 10 oktober 1892 werden ze onderzocht onder de leiding van baron Alfred de Loë. In de derde grafheuvel vond men een gouden staafje met de tekst MPRO BIVS BVR RVS op de zijden gegraveerd. De ontcijfering is heel gemakkelijk: M(arcus) Probius Burrus, d.i. Marcus Probius de Rosse. De tweede grafheuvel was leeg, maar in de eerste grafheuvel werden belangrijke vondsten gedaan.
Naast scherven in brons, ijzer, ivoor, glas en keramiek vond men een zilveren vaas, een bronzen cirkelvormig medaillon (fibula circularis), een verlovingsring (anulus pronobus) met de inscriptie Concordi communum, afkorting van concordiae communi (ter herinnering aan onze verstandhouding). Het prachtigste stuk was echter een camee, die vervaardigd zou zijn door de Griek Dioscorides. Het is een ovale sardonyxsteen, bestaande uit drie lagen van verschillende kleur met bewerkte gouden omlijsting. Op de camee staat het portret van een jonge man in melkwit reliëf op een donkerrode achtergrond. Men heeft gemeend dat het de jonge keizer Augustus zou zijn. Op 27 september 1894 werd de camee verkocht aan baron Edm. de Rotschild uit Parijs voor het toenmalige astronomische bedrag van 30.000 Belgische frank. In 1940 schatte men de waarde al op een half miljoen Belgische frank.
Rijksmaarschalk Hermann Göring eiste tijdens de Tweede Wereldoorlog de geconfisqueerde stukken van de Franse Rothschilds op voor zijn privéverzameling. Na de oorlog werden een groot deel van deze kunstschatten ontdekt in de Oostenrijkse zoutmijnen. Een deel van de verdwenen voorwerpen kwam zo terug bij zijn rechtmatige eigenaar in Waddesdon Manor terecht, zo ook de Tiense camee en verlovingsring.
In Waddesdon Manor, dat sinds 1957 deel uitmaakt van de National Trust, wist men tot voor kort niet waar deze juwelen vandaan kwamen. Zij bevonden zich nog in de oorspronkelijke doos, maar elk object was voorzien van een "nazinummer", beginnend met een R. De Romeinse juwelen bleven nog een tijd in het privébezit van James’ weduwe, Dorothy, die ze pas in 1971 aan de National Trust overmaakte. Zij werden op aanvraag van de National Trust door enkele Engelse deskundigen van het British Museum aan een onderzoek onderworpen en door hen als afkomstig uit de 1ste en 2de eeuw gedateerd.
Deze stukken werden na een maandenlange speurtocht langs archieven, veilinghuizen en musea door historica Lutgart Vrancken, medewerkster van het Stadsarchief te Tienen, herontdekt.

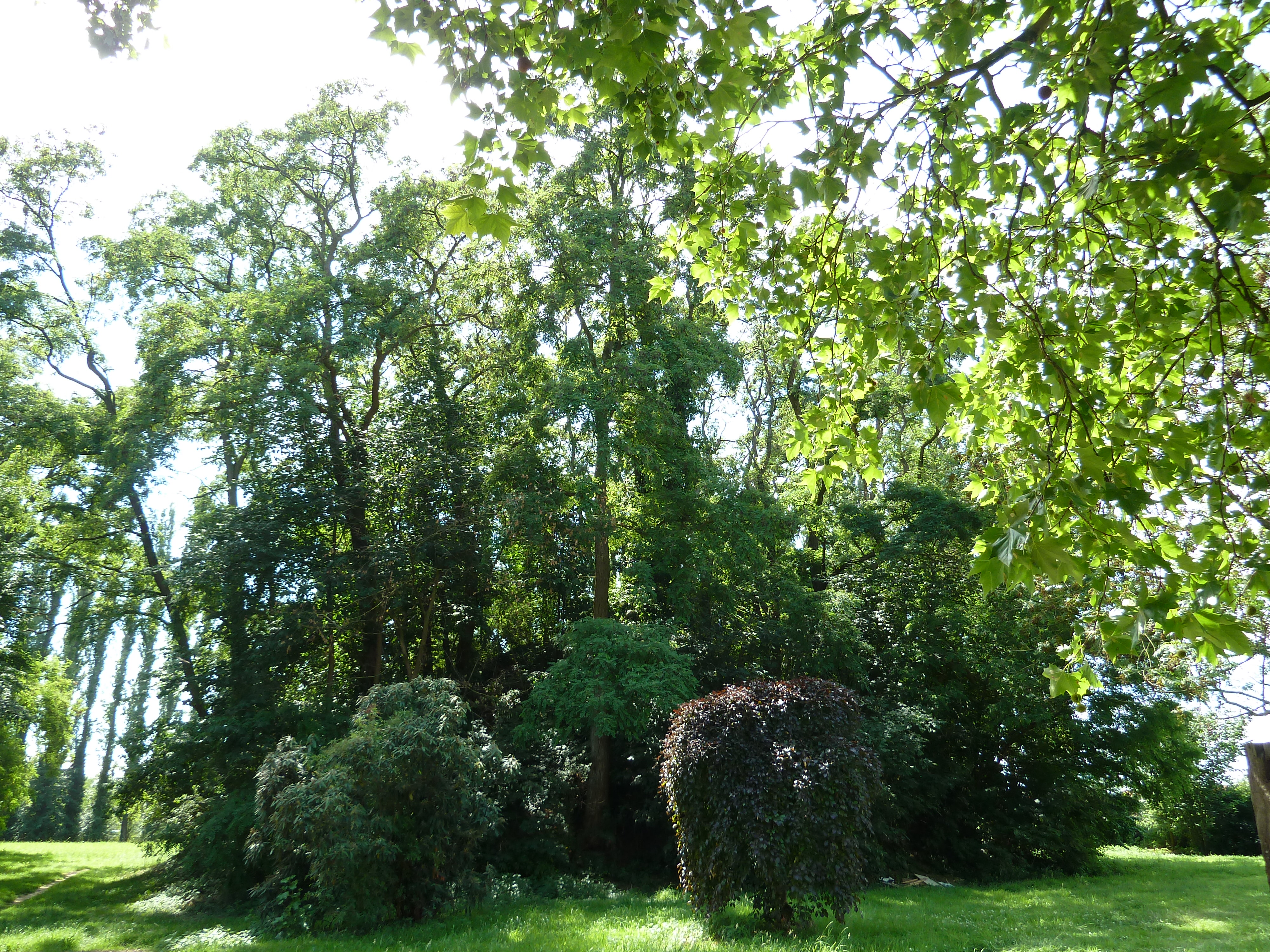
De westelijke
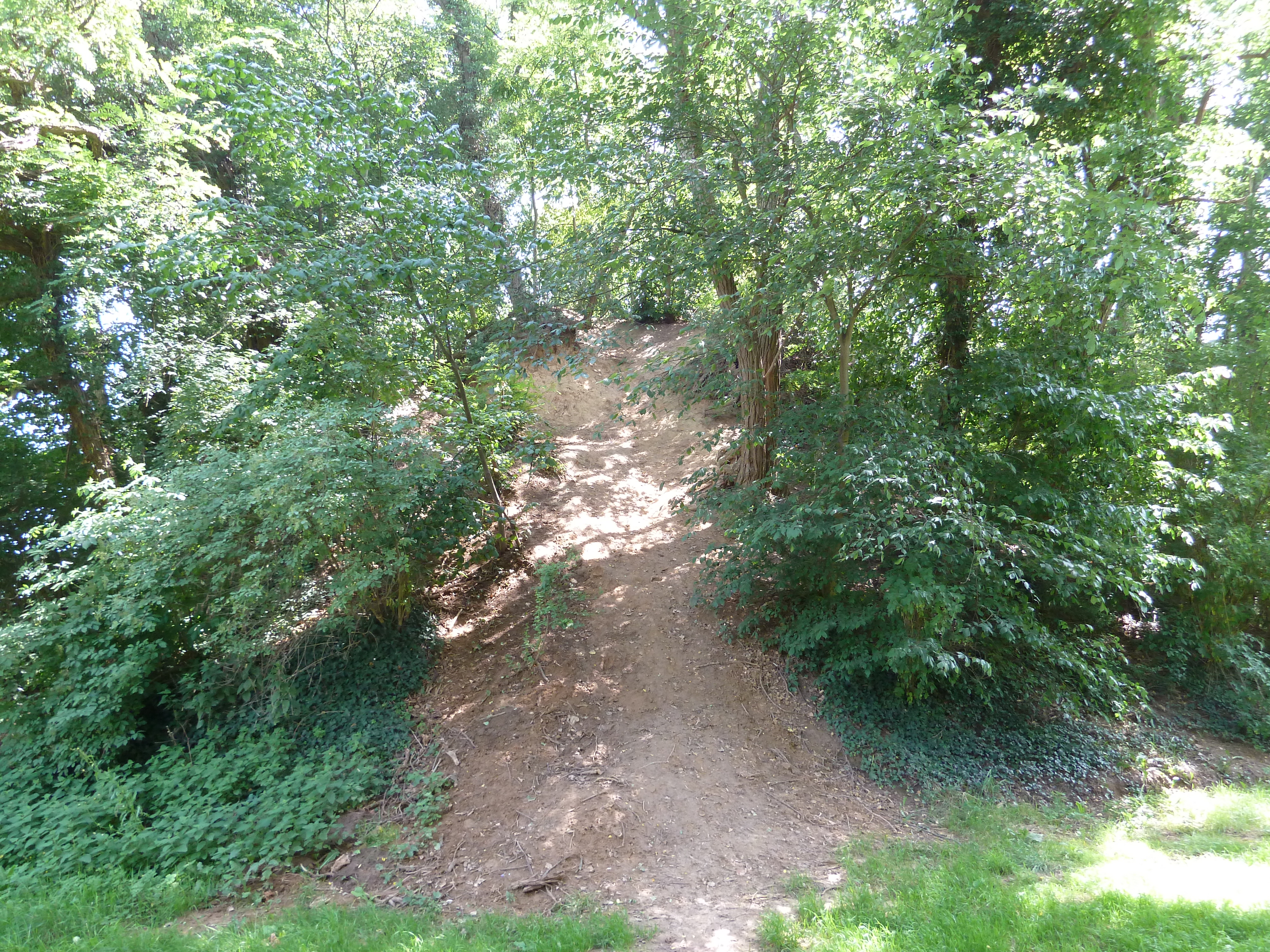
De middelste
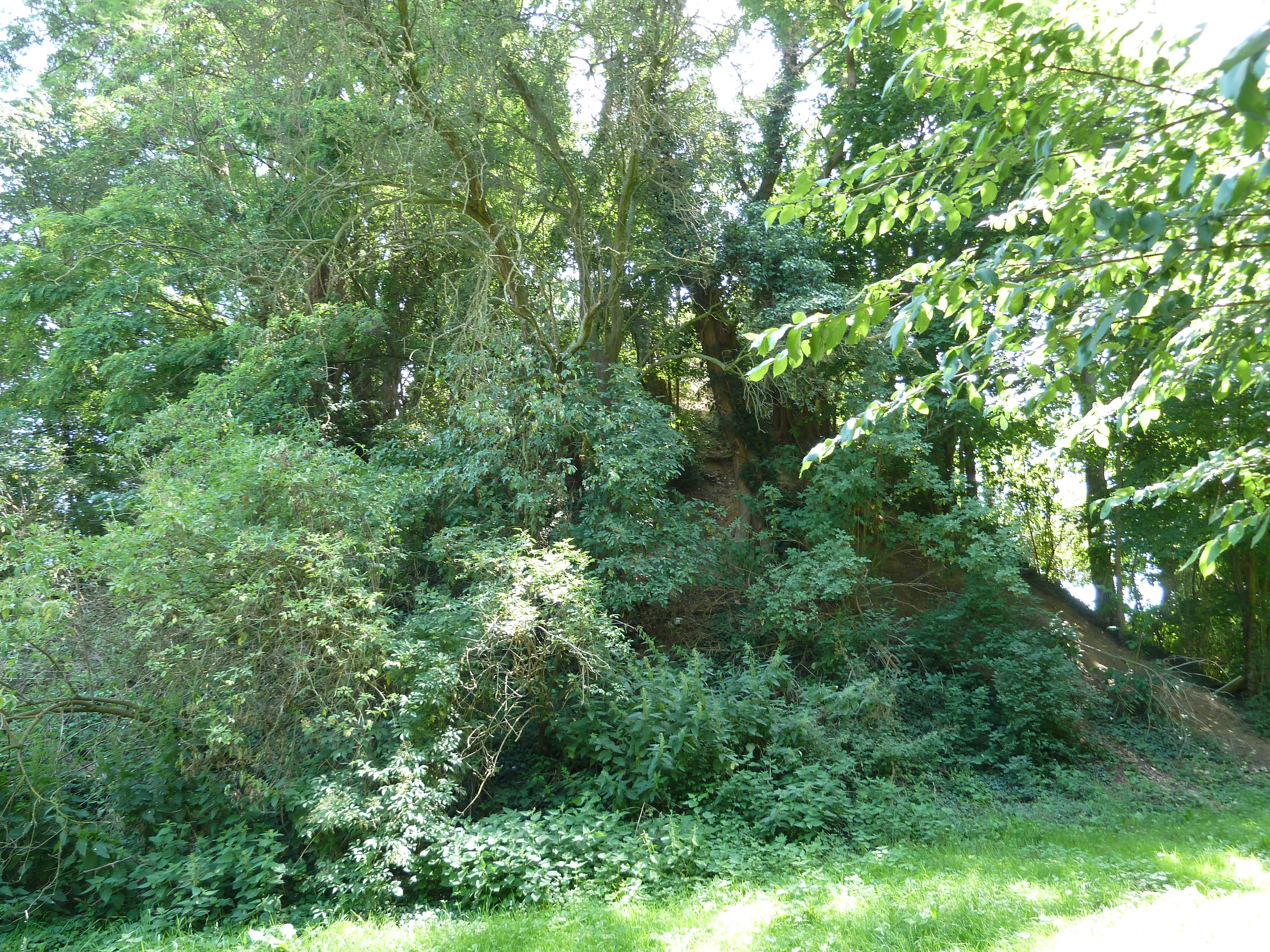
De oostelijke
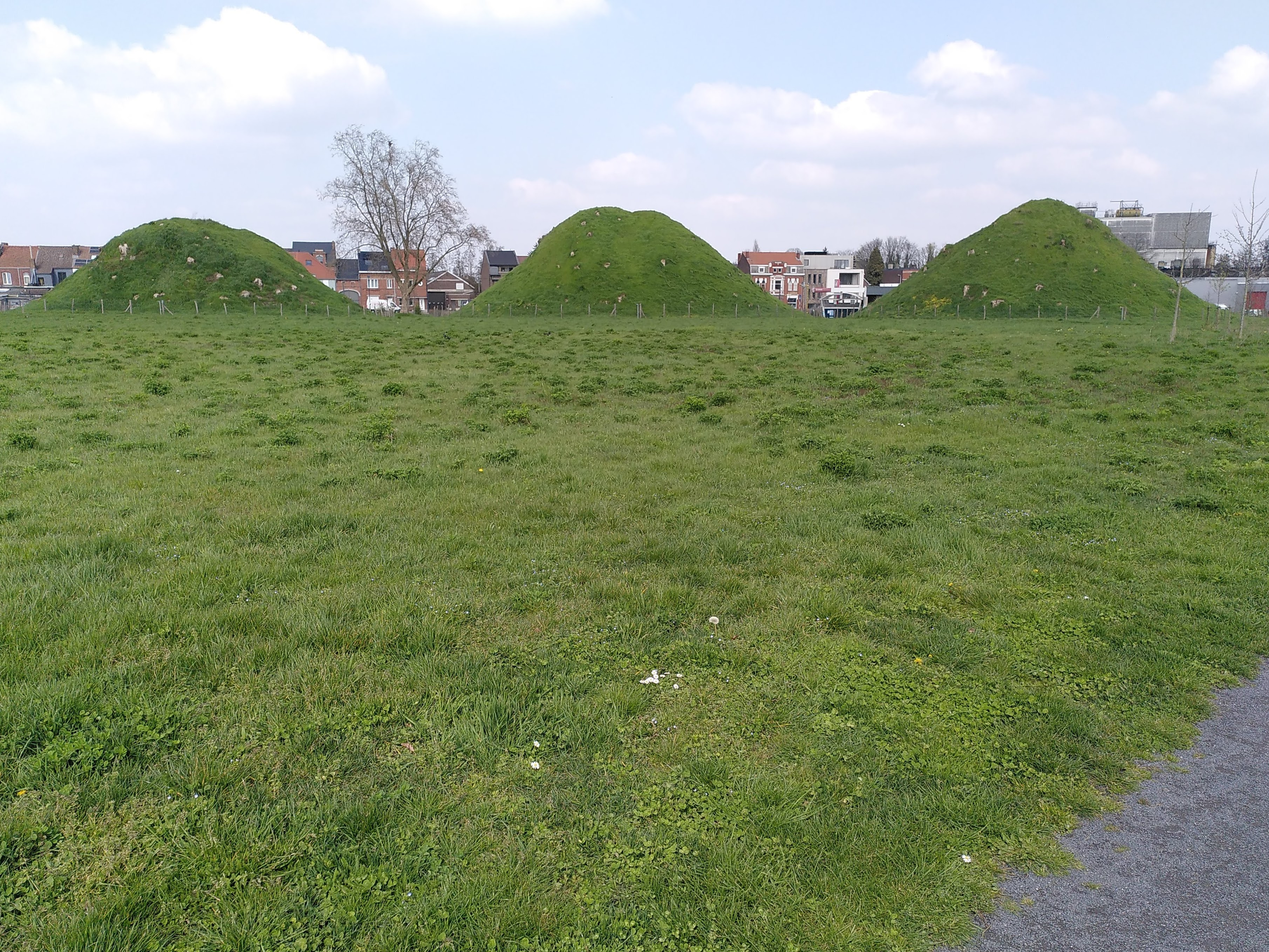
Drie Tommen van Tienen